# ARP 2600
El ARP 2600 es un sintetizador semi-modular de audio analógico sustractivo, diseñado por Alan R. Pearlman con Dennis Colin, y fabricado por su empresa, ARP Instruments, Inc. como la versión mejorada del ARP 2500. A diferencia de otros sistemas puramente modulares de ese tiempo, que requerían módulos separados y cableados por el usuario, el 2600 era semimodular, con una selección fija de los componentes básicos de un sintetizador internamente precableados. El 2600 resultaba ideal como introducción de los músicos a la síntesis de sonido, debido a su capacidad para operar ya sea con o sin cables de conexión, y fue, en su lanzamiento inicial, fuertemente comercializado en las escuelas secundarias, universidades y otros centros educativos.
El Modelo 2600 se produjo a principios de 1971 y se conoce como el "Marvin Blue". Ha sido erróneamente llamado el "Blue Meanie", pero de acuerdo con Alan R. Pearlman, el "Blue Marvin" se llama así por Marvin Cohen, director financiero de ARP en el momento. Sus componentes electrónicos venían integrados en una caja metálica de color gris azulado claro junto con su teclado. Posteriormente se pasó a contrachapado recubierto de vinilo azul con refuerzos metálicos en las esquinas con objeto de reducir peso y mejorar durabilidad y portabilidad. 
| Modelo                                                          | Año         | Filtro | Oscilador | Color          |
| --------------------------------------------------------------- | ----------- | ------ | --------- | -------------- |
| 2600                                                            | 1971        | 4012   | 4011      | Azul/Blanco    |
| 2600C                                                           | 1971        | 4012   | 4011      | Gris/Blanco    |
| 2600P 1.0                                                       | 1971        | 4012   | 4027      | Gris/Blanco    |
| 22600P 2.0                                                      | 1971 - 1972 | 4012   | 4027-1    | Gris/Blanco    |
| 22600P 3.0                                                      | 1972 - 1974 | 4012   | 4027-1    | Gris/Blanco    |
| 22600P 4.0                                                      | 1974        | 4012   | 4027-1    | Gris/Blanco    |
| 2601 1.0                                                        | 1975 - 1976 | 4012   | 4027-1    | Gris/Blanco    |
| 2601 2.0                                                        | 1977 - 1979 | 4072   | 4027-1    | Naranja/Blanco |
| 2601 3.0                                                        | 1980        | 4072   | 4027-1    | Naranja/Blanco |
| Nota: Los modelos 2061 2.0 y 3.0 viene con errores en el filtro |             |        |           |                |

Hay tres versiones básicas de la ARP 2600 se construyeron durante la vida de ARP. El primero, conocido como el "Blue Marvin", alojado en una caja metálica de color azul claro/gris, fue montado en un pequeño local en la calle en Kenneth Newton Highlands, Massachusetts, durante la infancia ARP como empresa. Ellos fueron a menudo erróneamente denominado "Blue Meanies", pero "Marvin" es el nombre correcto como el nombre de ARP el entonces CEO Marvin Cohen. Más tarde ARP 2600S fueron construidos en un caso de madera cubierta de vinilo y contenía una imitación del famoso Robert Moog 4-polos "escalera" VCF, posteriormente objeto de una demanda judicial infame, amenazadas (aunque en última instancia no existente). Por último, con el fin de encajar con el tema negro/naranja de otros sintetizadores ARP, el ARP 2600S fueron fabricados con las etiquetas de naranja sobre un panel de aluminio negro. La mitad de la producción grises 2600 modelos que aparecen muchos cambios entre ellos. Los cambios en la rotulación y en el panel de circuitos siempre que al menos tres modelos diferentes paneles grises.

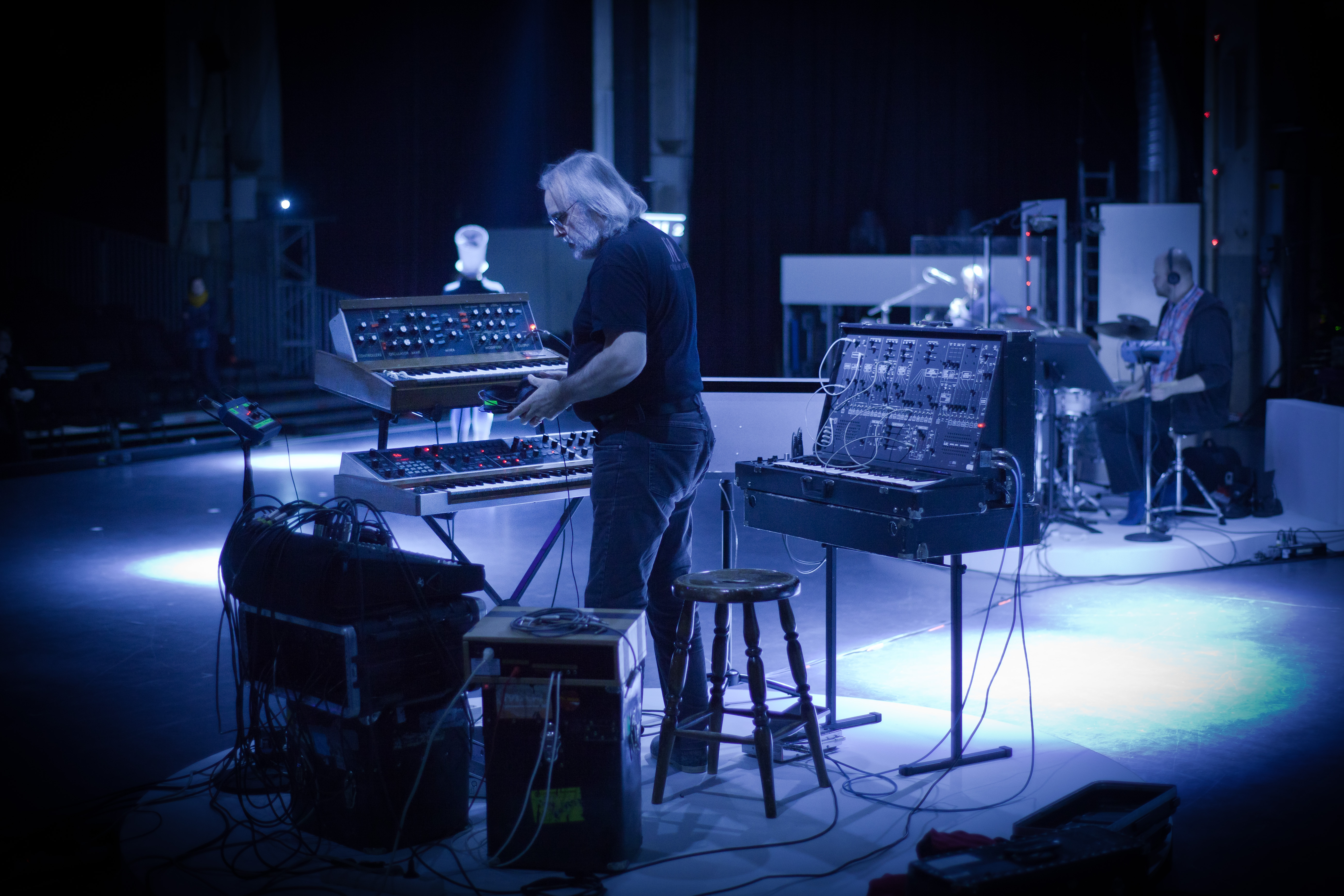
El artista finlandés Esa Kotilainen en 2011

Él proporcionó los sintetizadores a conocidos músicos, como Edgar Winter, Pete Townshend, Stevie Wonder y Herbie Hancock, cada uno a cambio de su apoyo como usuario profesional.
La popularidad de la ARP 2600 ha llevado a las empresas de software como Arturia y Way Out Ware para liberar emulación de software para su uso con equipos de música moderna, como los dispositivos MIDI y secuenciadores informáticos.
El famoso teclista y compositor de música electrónica Vangelis utilizó ampliamente el ARP 2600 en sus álbumes (Heaven and Hell, La Féte Sauvage, Albedo 0.39) grabados en 1975 y 1976.
Un ARP 2600 se utilizó para crear la voz de R2-D2 en las películas de Star Wars. 
También Jean Michel Jarre ha utilizado el ARP 2600 en composiciones como Rendez-Vous de la mano del ingeniero Michel Geiss.